# Château de Bouquéron
Le château de Bouquéron est un édifice du XVe siècle, ancienne forteresse défensive située sur la commune de Corenc dans le département français de l'Isère. Partiellement inscrit monument historique, le château est construit sur un piton rocheux et entouré d'un parc. Il domine une partie de la vallée du Grésivaudan et est particulièrement visible depuis les communes de Corenc et Meylan. Le domaine est aujourd'hui une propriété privée et ne peut pas être visité.

## Histoire
La première mention connue du château de Bouquéron se trouve notamment dans le cartulaire de Saint Hugues en 1100. De cette époque, le château ne garde que peu de traces : le bâtiment a été fortement modifié et agrandi par Claude Coct, trésorier et receveur général du Dauphiné, au XVe siècle. Au XVIIe siècle, le château est à nouveau réaménagé aux goûts de l'époque : les meneaux sont supprimés et, à l'intérieur, boiseries et cheminées sont rénovées. Suivent quelques autres modifications mineures au XVIIIe siècle.
Pendant la Révolution, le château de Bouquéron est vendu comme bien national (confiscation aux familles Chaillol de Bouquéron et de la Costa), puis, en 1852, il est transformé en centre hydrothérapique. Il appartient aujourd'hui aux enfants du Docteur Philippe Détrie, dont la famille a fait l'acquisition de la propriété en 1908. Le domaine est aujourd'hui une propriété privée et ne peut pas être visité[réf. souhaitée].
Le château porte le nom du hameau de Bouqueron, ancienne commune rattachée à Meylan en 1794 et aujourd'hui intégré à Corenc.

## Monument historique
Par un arrêté du 3 mai 1988, le château de Bouquéron est partiellement inscrit monument historique. Sont protégés par cet arrêté les façades et toitures et, à l'intérieur, la salle à manger ainsi que le petit et le grand salon,.